# يوجين مونتيانو
يوجين مونتيانو (بالرومانية: Eugen Munteanu)‏ هو مترجم وفيلسوف روماني، ولد في 18 أغسطس 1953.